# 国民の三大義務
国民の三大義務（こくみんのさんだいぎむ）とは、日本国憲法に定められた「教育の義務（26条2項）」「勤労の義務（27条1項）」「納税の義務（30条）」の日本国民の3つの義務を指す。

## 該当する条文
各義務規定は以下の通りである。

### 第二十六条 2項
すべて国民は、法律の定めるところにより、その保護する子女に普通教育を受けさせる義務を負ふ。義務教育は、これを無償とする。

### 第二十七条 1項
すべて国民は、勤労の権利を有し、義務を負ふ。

### 第三十条
国民は、法律の定めるところにより、納税の義務を負ふ。

## その他
尾崎行雄は、上記三か条以外に、12条も合わせて四か条を国民の義務として指摘した。

### 第十二条
この憲法が国民に保障する自由及び権利は、国民の不断の努力によつて、これを保持しなければならない。又、国民は、これを濫用してはならないのであつて、常に公共の福祉のためにこれを利用する責任を負ふ。